# قوانين الخيانة الزوجية
قوانين الخيانة الزوجية (بالانجليزية: Adultery laws) هي القوانين المتبناة في مختلف البلدان التي تتعامل مع قضية الجنس خارج نطاق الزواج (سفاح). من الناحية التاريخية، اعتبرت العديد من الثقافات أن الخيانة الزوجية جريمة خطيرة للغاية، بعضها يخضع لعقوبة شديدة لا سيما في حالة ممارسة الجنس خارج نطاق الزواج بين امرأة متزوجة ورجل غير زوجها، مع عقوبات تشمل عقوبة الإعدام أو التشويه أو التعذيب. تداعت هذه العقوبات تدريجيًا في حالة من عدم الرضا، خاصة في البلدان الغربية منذ القرن التاسع عشر. في البلدان التي ما تزال فيها الخيانة الزوجية جريمة جنائية، تتراوح العقوبات من الغرامات إلى الضرب بالعصا وحتى عقوبة الإعدام. منذ القرن العشرين، أصبحت القوانين الجنائية ضد الخيانة الزوجية مثيرة للجدل إذ ألغتها معظم الدول الغربية.
إن معظم البلدان التي تجرم الخيانة الزوجية هي تلك التي يكون الدين السائد فيها هو الإسلام، أي بلدان العالم الإسلامي، إلى جانب العديد من البلدان الأفريقية جنوب الصحراء ذات الأغلبية المسيحية، لكن ثمّة بعض الاستثناءات الملحوظة لهذه القاعدة، مثلًا في الفلبين و 16 ولاية أمريكية.
ومع ذلك، حتى في الولايات القضائية التي ألغت تجريم الخيانة الزوجية، قد يكون لها عواقب قانونية، لا سيما في الولايات القضائية ذات قوانين الطلاق القائمة على الخطأ، حيث تكون الخيانة الزوجية دائمًا سببًا للطلاق أو قد تكون عاملًا في تقسيم الممتلكات وحضانة الأطفال والحرمان من النفقة، إلخ. لا تعدّ الخيانة الزوجية سببًا للطلاق في الولايات القضائية التي اعتمدت نموذجًا للطلاق من دون خطأ، لكن قد تبقى هذه القضية عاملًا هامًا في حضانة الأطفال والنزاعات على الممتلكات.
أثار الوضع الجنائي للخيانة الزوجية انتقادات عدة، لا سيما عند وجود عقوبات مجحفة. ذكرت كامالا تشاندراكيرانا، رئيسة هيئة خبراء الأمم المتحدة المكلفة بتحديد سبل القضاء على القوانين التي تميز ضد المرأة أو التي تنطوي على التمييز من حيث التنفيذ أو التأثير، أنه «يجب عدم تصنيف الخيانة الزوجية على أنها جريمة جنائية على الإطلاق». جاء في بيان مشترك لفريق الأمم المتحدة العامل المعني بالتمييز ضد المرأة في القانون وفي الممارسة العملية أن «اعتبار الخيانة الزوجية كجريمة جنائية ينتهك حقوق الإنسان بالنسبة للمرأة».
في البلدان الإسلامية التي تتبع الشريعة الإسلامية للعدالة الجنائية، قد تكون عقوبة الخيانة الزوجية هي الرّجم. ثمّة خمسة عشر دولة يُسمح فيها بالرّجم كعقوبة مشروعة، على الرغم من أن تم تنفيذه بشكل قانوني في الآونة الأخيرة فقط في إيران والصومال. تشمل البلدان التي تتبع نسخًا صارمة جدًا من الشريعة الإسلامية في أنظمتها الجنائية المملكة العربية السعودية وإيران وبروناي وأفغانستان والسودان وباكستان و 12 ولاية من أصل 36 ولاية في نيجيريا (في الشمال) وقطر؛ على الرغم من أن هذه القوانين لا تنفذ بالضرورة. تطبق حركة الشباب، وهي جماعة أصولية جهادية مقرها شرق إفريقيا (الصومال بشكل أساسي) واليمن، أيضًا شكلًا متطرفًا من قانون الشريعة.

## العقاب
في الولايات القضائية التي تُعدّ فيها الخيانة الزوجية غير قانونية، تختلف العقوبات من الغرامات (على سبيل المثال في ولاية رود آيلاند الأمريكية) إلى الضرب بالعصا في أجزاء من آسيا. تشمل العقوبة في خمسة عشر دولة أخرى الرجم، على الرغم من أنها لم تنفذ قانونًا في الآونة الأخيرة إلا في إيران والصومال. تنتج معظم حالات الرجم عن عنف الشغب، وعلى الرغم من أنها غير قانونية من الناحية الفنية، إلا أنه لا يتم اتخاذ أي إجراء ضد الجناة. في بعض الأحيان، يأمر قادة القرى غير الرسميين الذين يتمتعون بسلطة فعلية في المجتمع بمثل هذه العقوبة. قد يكون للخيانة الزوجية عواقب محددة بموجب القانون المدني حتى في البلدان التي لا يحظرها القانون الجنائي. على سبيل المثال، قد يشكل خطأ في البلدان التي يكون فيها قانون الطلاق بسبب خطأ أو قد يكون سببًا للضرر في القانون.
في بعض الولايات القضائية، يُعاقّب «الدخيل» (الطرف الثالث)، وليس الزوج الزاني. فعلى سبيل المثال، تنصّ المادة 266 من قانون العقوبات في جنوب السودان على ما يلي: «أيا كان الشخص الذي يمارس الجنس بالتراضي مع رجل أو امرأة ولديه سبب للاعتقاد بأنه زوج لشخص آخر، فإنه يرتكب جريمة الخيانة الزوجية». وبالمثل، بموجب قانون الخيانة الزوجية في الهند (القسم 497 من قانون العقوبات الهندي، حتى أُلغي من قِبَل المحكمة العليا في عام 2018)، فإن ممارسة الرجل الجماع الجنسي بالتراضي مع امرأة متزوجة دون موافقة زوجها هو جريمة جنائية لكن (لا يعاقب أي طرف جنائيًا في حالة الخيانة الزوجية بين رجل متزوج وامرأة غير متزوجة).

## أمريكا اللاتينية
حتى تسعينيات القرن العشرين، كان لدى معظم دول أمريكا اللاتينية قوانين ضد الخيانة الزوجية. تم إلغاء تجريم الخيانة الزوجية في معظم هذه البلدان، بما في ذلك باراغواي (1990) وتشيلي (1994) والأرجنتين (1995) ونيكاراغوا (1996) وجمهورية الدومينيكان (1997) والبرازيل (2005) وهايتي (2005). في بعض البلدان، ألغت المحاكم قوانين الخيانة الزوجية على أساس أنها تمييز ضد المرأة، مثل غواتيمالا (1996) حيث ألغت المحكمة الدستورية قانون الخيانة الزوجية القائم على كل من بند المساواة بين الجنسين في الدستور ومعاهدات حقوق الإنسان بما في ذلك اتفاقية القضاء على جميع أشكال التمييز ضد المرأة؛ وفنزويلا في عام 2016. تم إلغاء قانون الخيانة الزوجية في القانون الجنائي الاتحادي للمكسيك في عام 2011.

## أستراليا
لا تُعتبر الخيانة الزوجية جريمة في أستراليا. بموجب القانون الفيدرالي الذي تم سنّه في عام 1994، فإن السلوك الجنسي بين البالغين بالتراضي (18 عامًا أو أكثر) يُعتبر من شأنهما الخاص في جميع أنحاء أستراليا، بغض النظر عن الحالة الزوجية. كانت الولايات والأقاليم الأسترالية قد ألغت في السابق قوانين الخيانة الزوجية الجنائية الخاصة بها. تبنّت أستراليا قانون الطلاق من دون خطأ في عام 1975 وألغت الخيانة الزوجية كأساس للطلاق أو عاملًا له.